# 언어 되살리기
언어 되살리기(Language revitalization)란 언어의 후퇴를 되돌리거나 중단시키는 일 또는 사멸을 막기 위한 행동이다. 특정 언어의 소멸을 막기 위해 뜻을 모은 개인, 단체, 정당, 국가 등 다양한 주체가 언어 되살리기를 한다. 특정 언어의 쓰임새가 점차 줄어 사용하는 사람이 없어지거나, 다른 언어로 바꾸기 시작하면 그 언어는 소멸위기언어가 되며, 마침내 소멸의 길을 걷게 된다. 언어 되살리기의 구체적 목적은 다양하지만 특정 언어가 일상적인 입말로 활발히 쓰이게 만드는 것이 주된 목표이다.

## 언어 되살리기의 예
히브리어는 언어 되살리기의 가장 훌륭한 사례로 꼽히고 있다. 한 번 입말로서 안 쓰이게 된 언어가 한 나라의 공용어 지위를 얻고, 많은 모어화자를 보유하게 된 것은 히브리어 이외에는 없다. 그러나 길라드 추커만(Ghil'ad Zuckermann)같이 되살려낸 현대 히브리어가 순수한 고대 히브리어가 아니라 히브리어에 유럽어의 특징이 섞인 혼혈어(이 점을 강조하기 위해 이스라엘이라는 이름을 쓰고 있다.)라고 주장하는 이도 있다.
유럽에서 언어 되살리기가 활발한 곳은 아일랜드(아일랜드어), 웨일스(웨일스어), 콘월(콘월어), 갈리시아(갈리시아어), 바스크(바스크어), 카탈루냐(카탈루냐어) 등인데, 이들 지역은 민족주의와 언어 되살리기가 결합하는 경향을 보인다.

## 문제점
언어 되살리기는 방법론에서 몇가지 비슷한 문제점이 생긴다. 우선 되살려야할 언어는 대부분 여러 방언으로 잘게 나뉘어 있는 경우가 흔한데, 문어체계를 확립하자면 여러 방언 가운데 한가지 방언이 주가 될 수밖에 없다. 이럴 경우, 많은 사람이 쓰는 다수방언이 뽑힐 확률이 높은데, 이 과정에서 다른 소수방언 사용자들의 합의를 얻지 못하면, 되살리기 운동이 분열될 수 있다.
현대사회에 알맞은 언어를 만들려면 가장 필요한 것이 다양한 어휘인데, 어휘를 마련하는 방법이 통일되지 못하고 중구난방일 수 있다.
이상적인 것은 고유어를 통한 조어일 것이나, 현대 개념에 알맞은, 적절한 고유어휘가 없는 경우도 있다. 이럴 때는 이미 있는 고유어의 뜻을 확장시키거나, 동계 언어가 있는 경우, 동계 언어 어휘의 조어법을 참고하여 그것과 비슷한 꼴의 낱말을 만들 수 있다. (실제로 히브리어는 동계 언어인 아랍어의 조어방법을 참고하였으며, 콘월어는 웨일스어를 참고할 수 있다.) 하지만, 고유어 조어가 반드시 언중에게 쉬이 받아들여진다는 보장이 없고, 이미 기존 언어에 많은 어휘들이 체계적으로 짜여져 있기 때문에(그리고 그 어휘들은 언어 되살리기 운동가들도 알고 익숙히 사용하고 있을 것이기에) 이를 차용하는 것이 간편하다. 고유어에 의한 조어와 적절한 차용의 범위에 대해 언어 운동가들이 서로 합의를 하지 못하면 역시 분열될 가능성이 커진다.

## 같이 보기
- 언어계획
- 언어정책
- 언어 순수주의
- 소수 언어
- 국제 SIL